# استخراج دی‌ان‌ای
استخراج دی‌ان‌ای(دنا) فرایندی است که طی آن دی‌ان‌ای با کمک ترکیبی از روش‌های فیزیکی و شیمیایی از نمونه جداسازی می‌شود. دی‌ان‌ای اولین بار توسط Miescher Friedrich در سال ۱۸۶۹ استخراج گردید. امروزه استخراج دی‌ان‌ای یک روش مرسوم در بیولوژی مولکولی و آنالیزهای جرم‌شناسی است. در استخراج به روش شیمیایی، انواع مختلفی کیت وجود دارد که در زمان کمتر، امکان استخراج و انتخاب صحیح دی‌ان‌ای را فراهم می‌کند.

## روش معمول
مراحل استخراج دی‌ان‌ای، به ترتیب در زیر آمده‌است:
- در مرحله اول سلول‌های مورد نظر باید جمع‌آوری شوند.
- سپس غشای سلولی باید شکسته شود تا دی‌ان‌ای سلول در دسترس قرار گیرد.
- لیپیدها باید از غشای سلولی و هسته جدا شوند که این کار با استفاده از شوینده‌ها و سورفاکتانت‌ها انجام می‌گیرد.
- شکستن پروتئین‌ها از طریق پروتئازها انجام می‌شود (این مرحله غیرضروری است).
- شکستن RNA نیز از طریق اضافه کردن RNAse انجام می‌شود (این مرحله نیز غیرضروری است).

- سپس با یک محلول نمکی غلیظ تیمار انجام می‌شود تا بقایای سلولی مانند پروتئین‌های شکسته شده، لیپیدها و RNA به یکدیگر بچسبند و یک جسم توده مانند تشکیل دهند.
- در مرحله بعد سانتریفیوژ انجام می‌شود که این باعث جدا شدن توده بقایای سلولی از دی‌ان‌ای می‌گردد.
متداول‌ترین روش‌ها به منظور جداسازی دی‌ان‌ای از دترجنت‌ها، پروتئینها، نمک‌ها و معرف‌های استفاده شده طی مراحل لیز سلول به شرح زیر است:
رسوب دهی توسط ایزوپروپانل یا اتانل سرد: از آنجایی که دی‌ان‌ای در این الکل‌ها نامحلول است، به یکدیگر چسبیده و پس از سانتریفیوژ به صورت یک توده (pellet) در می‌آید.

## استخراج فنل – کلروفرم
فنل پروتئین‌های موجود در نمونه را دناتوره می‌کند. پس از سانتریفیوژ، پروتئین‌های دناتوره شده(denaturated proteins) در فاز آلی باقی می‌مانند. در حالی که اسید نوکلئیک به همراه کلروفرمی که به منظور حذف بقایای فنلی استفاده شده بود، در فاز آبی قرار دارند.

## استفاده از ستون تخلیص DNA
اساس این روش، تمایل جذب دی‌ان‌ای به فاز جامد (مانند سیلیکا) بسته به میزان pH و غلظت نمکی بافر است.
پروتئین‌های سلولی و هیستونی متصل به دی‌ان‌ای را می‌توان از ۳ طریق حذف کرد:
1. با اضافه کردن پروتئاز
2. از طریق رسوب دهی پروتئین‌ها با سدیم یا آمونیوم سولفات
3. یا خارج سازی آن‌ها از طریق یک ترکیب فنل- کلروفرم که این کار باید قبل از رسوب دادن دی‌ان‌ای انجام گیرد.

پس از استخراج، دی‌ان‌ای را به آرامی در یک بافر قلیایی (معمولاً در بافر TE) یا در آب خالص حل می‌کنند.

## موارد خاص
دی‌ان‌ای برخی از نمونه‌ها را نمی‌توان با روش‌های معمول جداسازی کرد. نمونه‌های باستانی که دی‌ان‌ای یشان در بخش‌هایی تخریب شده، نمونه‌هایی که در آن‌ها موانعی برای آنالیز وجود دارد (به عنوان مثال نمونه‌های گرفته شده از خاک) یا استخراج دی‌ان‌ای از میکروارگانیسم‌هایی که دیواره سلولی ضخیم دارند (مانند مخمرها) نیازمند روش‌های اختصاصی تر است.
استخراج دی‌ان‌ای خارج کروموزومی خصوصاً پلاسمید نیز آسان است و می‌تواند به راحتی توسط لیز سلولی و رسوب پروتئین‌ها انجام گیرد. دی‌ان‌ای کروموزومی در جزء نامحلول به دام افتاده و پس از سانتریفیوژ، دی‌ان‌ای پلاسمیدی را می‌توان از جزء محلول تخلیص کرد.

## بررسی DNA
با استفاده از شناساگر دی فنیل آمین(DPA)، می‌توان وجود دی‌ان‌ای را تأیید کرد. همچنین غلظت دی‌ان‌ای را می‌توان با اندازه‌گیری میزان جذب توسط دستگاه اسپکتروفوتومتری در طول موج ۶۰۰ نانومتر و مقایسه آن با منحنی استاندارد، محاسبه نمود.
به منظور اندازه‌گیری خلوص دی‌ان‌ای، میزان جذب محلول حاوی دی‌ان‌ای در طول موج ۲۶۰ و ۲۸۰ نانومتر اندازه‌گیری می‌شود. دی‌ان‌ای، نور یو وی را در طول موج ۲۶۰ و ۲۸۰ نانومتر جذب می‌کند. این در حالی است که پروتئین‌های آروماتیک، نور یو وی را در ۲۸۰ نانومتر جذب می‌کند. نسبت جذب در طول موج‌های ۲۶۰ و ۲۸۰ نانومتر در یک نمونه خالص دی‌ان‌ای ،۱:۸ (۱برای طول موج ۲۶۰ و ۸ برای طول موج ۲۸۰) است. اگر این نسبت برقرار بود می‌توانیم بگوییم نمونه ما فاقد آلودگی پروتئینی است. نسبت طول موج ۲۶۰ به ۲۸۰ در نمونه دی‌ان‌ای واجد آلودگی، کمتر از ۱:۸ است.
مقادیر دی‌ان‌ای را می‌توان کمّی کرد. به این منظور ابتدا از طریق آنزیم محدودکننده برش ایجاد می‌شود. سپس نمونه وارد ژل آگارز می‌گردد. پس از رنگ آمیزی آن با اتیدیوم بروماید یا رنگ‌های دیگر و مقایسه شدت باند دی‌ان‌ای با یک دی‌ان‌ای با غلظت معلوم می‌توان به مقدار کمی دی‌ان‌ای دست یافت.
با استفاده از تکنیک ساترن بلات، این دی‌ان‌ای کمی شده می‌تواند استخراج شود و از طریق PCR و آنالیز RFLP مورد آزمایش قرار گیرد. این روش‌ها به ما کمک می‌کند تا توالی‌های تکرار شونده موجود در ژنوم را از یکدیگر تمیز دهیم. دانشمندان پزشکی قانونی و جرم‌شناسی نیز از همین تکنیک‌ها جهت مقایسه، شناسایی و آنالیز استفاده می‌کنند.